# Chico Freeman
Chico Freeman, pseudonimo di Earl Lavon Freeman Jr. (Chicago, 17 luglio 1949), è un sassofonista jazz statunitense.
La sua prima registrazione come leader è stata con in Morning Prayer nel 1976, vinse il New York Jazz Award nel 1979.

## Discografia (parziale)

### Come Leader
- 1976 - Morning Prayer (WhyNot-ristampato da India Navigation)
- 1977 - Chico (India Navigation)
- 1978 - Beyond the Rain (Contemporary)
- 1978 - Kings of Mali (India Navigation)
- 1978 - The Outside Within (India Navigation)
- 1979 - Spirit Sensitive (India Navigation)
- 1979 - No Time Left (Black Saint)
- 1980 - Peaceful Heart, Gentle Spirit (Contemporary)
- 1981 - Destiny's Dance (Contemporary)
- 1982 - Tradition In Transition (Elektra/Musicians)
- 1983 - The Search (India Navigation)
- 1984 - The Pied Piper (Black Hawk)
- 1987 - Tales Of Ellington (Black Hawk)
- 1995 - Focus (Contemporary)
- 1995 - Still Sensitive (India Navigation)
- 1996 - The Emissary (Clarity)
- 2002 - Oh, by the Way con Guataca (Double Moon)
- 2004 - Out of Many Comes the One (Arabesque)
- 2010 - The Essence of Silence con il Fritz Pauer Trio (CD Baby/Jive Music)
- 2012 - Elvin: Tribute to Elvin Jones con Joe Lovano (CD Baby/Jive Music/Edel)
- 2015 - The Arrival con Heiri Känzig (Intakt)
- 2015 - Spoken Into Existence (Jive Music)

### Come co-leader
con i Roots (Arthur Blythe, Nathan Davis, Sam Rivers e altri)
- 1992 - Salutes the Saxophone - Tributes to John Coltrane, Dexter Gordon, Sonny Rollins and Lester Young (In & Out)
- 1993 - Stablemates (In & Out)
- 1995 - Say Something (In & Out) con Buster Williams
- 2000 - For Diz & Bird (In & Out)

con  Mal Waldron
- 1989 - Up and Down (Black Saint)

Con The Young Lions (cioè le star del Lincoln Center), con la partecipazione di Wynton Marsalis, Paquito D’Rivera, Kevin Eubanks, Anthony Davis e altri
- 1982 - The Young Lions (Elektra/Musician)